# لويس ماركيتي
لويس ماركيتي (بالإنجليزية: Louis Marchetti) هو فنان أمريكي، ولد في 1920، وتوفي في 1992.